# Виїзд (Сарапульський район)
Ви́їзд (рос. Выезд) — село в Сарапульському районі Удмуртії, Росія.
Урбаноніми:
- вулиці — Азіна, Праці, Центральна

## Населення
Населення становить 184 особи (2010, 178 у 2002).
Національний склад (2002):
- росіяни — 94 %